# Arkadiusz Radomski
Arkadiusz Radomski – detto Arek – (Gniezno, 27 giugno 1977) è un ex calciatore polacco, di ruolo centrocampista.

## Palmarès

### Club

#### Competizioni nazionali
- Campionato austriaco: 1

Austria Vienna: 2005-2006
- Coppa d'Austria: 2

Austria Vienna: 2005-2006, 2006-2007